# 依附的自由
依附的自由（英語：Collateral freedom）是一种反审查策略，试图使审查机构因经济损失无法阻止互联网上的内容。作者把敏感内容存放在云服务上，因为云服务是加密的，审查机构无法选择性地屏蔽云服务上的内容，要么允许访问敏感内容，要么阻止该云服务上的所有内容。因为大量公司使用云服务，审查机构一般认为云服务“太重要而无法阻止”。

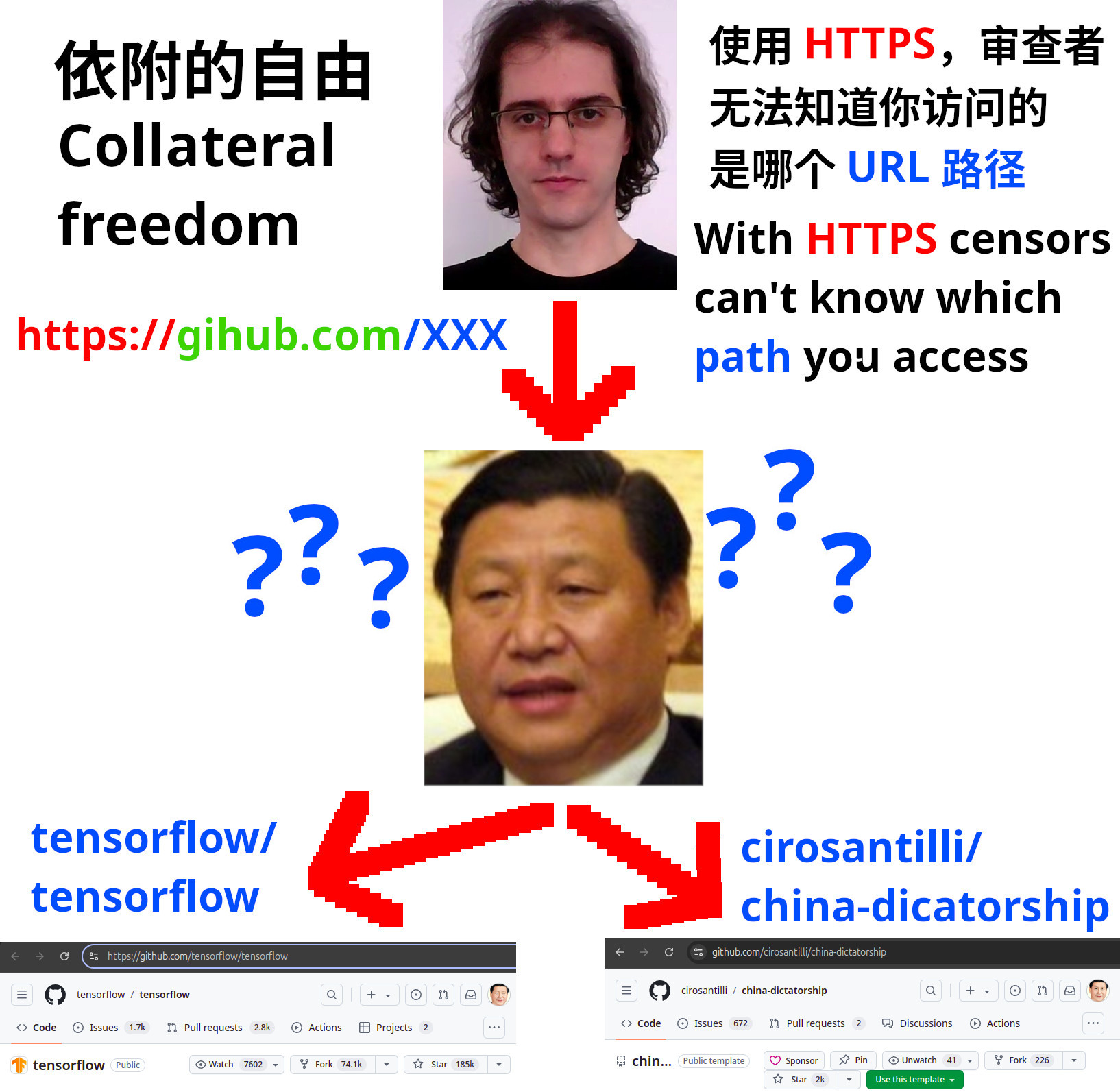
因为GitHub是加密的，审查机构无法选择性地屏蔽其内容